# لیگ یونایتد (فوتبال)
لیگ یونایتد یک لیگ فوتبال بود که از سال ۱۸۹۶ تا ۱۹۰۲ و بار دیگر در فاصله سال‌های ۱۹۰۵ تا ۱۹۰۹ در انگلستان وجود داشت.
این لیگ در سال ۱۸۹۶ ایجاد شد تا باشگاه‌هایی که در لیگ‌های دیگر در جنوب یا مرکز انگلستان بازی می‌کردند، فرصت یک بازی اضافه در میان هفته داشته باشند. در طول چندین سال، باشگاه‌های مختلفی به لیگ پیوستند یا از آن خارج شدند، اما پس از سال ۱۸۹۹، جدایی تیم‌ها، لیگ را با مشکل مواجه کرد و این مسئله، سرانجام در سال ۱۹۰۲ به تعطیلی لیگ منجر شد.

## قهرمان‌ها
منبع:
- ۹۷–۱۸۹۶: میلوال اتلتیک
- ۹۸–۱۸۹۷: لوتون تاون
- ۹۹–۱۸۹۸: میلوال اتلتیک
- ۱۹۰۰–۱۸۹۹: ولینگ‌بورو
- ۰۱–۱۹۰۰: روثول تاون اسویفتس
- ۰۲–۱۹۰۱: ارث‌لینگ‌برو تاون
- بین سال‌های ۱۹۰۲ تا ۱۹۰۵ این لیگ برگزار نشد.
- ۰۶–۱۹۰۵: واتفورد
- ۰۷–۱۹۰۶: کریستال پالاس
- ۰۸–۱۹۰۷: برنتفورد
- ۰۹–۱۹۰۸: نیو برامپتون

## جدول‌ها

### ۹۷–۱۸۹۶
| رتبه | تیم            | بازی | برد | مساوی | باخت | گل زده | گل خورده | گل تفاضل | امتیاز |
| ---- | -------------- | ---- | --- | ----- | ---- | ------ | -------- | -------- | ------ |
| ۱    | میلوال اتلتیک  | ۱۴   | ۱۱  | ۱     | ۲    | ۴۳     | ۲۲       | ۲۱+      | ۲۳     |
| ۲    | لوتون تاون     | ۱۴   | ۱۰  | ۱     | ۳    | ۵۲     | ۱۶       | ۳۶+      | ۲۱     |
| ۳    | وولویچ آرسنال  | ۱۴   | ۶   | ۳     | ۵    | ۲۸     | ۳۴       | ۶−       | ۱۵     |
| ۴    | لاف‌برو         | ۱۴   | ۶   | ۱     | ۷    | ۲۹     | ۳۱       | ۲−       | ۱۳     |
| ۵    | راشدن تاون     | ۱۴   | ۶   | ۱     | ۷    | ۲۵     | ۴۲       | ۱۷−      | ۱۳     |
| ۶    | کترینگ         | ۱۴   | ۴   | ۴     | ۶    | ۲۳     | ۲۴       | ۱−       | ۱۲     |
| ۷    | ولینگ‌بورو      | ۱۴   | ۳   | ۳     | ۸    | ۱۷     | ۳۹       | ۲۲−      | ۹      |
| ۸    | تاتنهام هاتسپر | ۱۴   | ۱   | ۴     | ۹    | ۲۵     | ۳۴       | ۹−       | ۶      |

### ۹۸–۱۸۹۷
| رتبه | تیم            | ب  | پ  | ت | ش  | گ.ز. | گ.خ. | امتیاز |
| ---- | -------------- | -- | -- | - | -- | ---- | ---- | ------ |
| ۱    | لوتون تاون     | ۱۶ | ۱۳ | ۲ | ۱  | ۴۹   | ۱۱   | ۲۸     |
| ۲    | تاتنهام هاتسپر | ۱۶ | ۸  | ۵ | ۳  | ۴۰   | ۲۷   | ۲۱     |
| ۳    | وولویچ آرسنال  | ۱۶ | ۸  | ۵ | ۳  | ۳۵   | ۲۴   | ۲۱     |
| ۴    | کترینگ         | ۱۶ | ۹  | ۱ | ۶  | ۲۸   | ۲۴   | ۱۹     |
| ۵    | راشدن تاون     | ۱۶ | ۷  | ۱ | ۸  | ۲۴   | ۲۶   | ۱۵     |
| ۶    | ساوت‌همپتون     | ۱۶ | ۶  | ۳ | ۷  | ۲۳   | ۲۸   | ۱۳     |
| ۷    | میلوال اتلتیک  | ۱۶ | ۴  | ۴ | ۸  | ۲۷   | ۲۷   | ۱۲     |
| ۸    | ولینگ‌بورو      | ۱۶ | ۳  | ۳ | ۱۰ | ۱۷   | ۴۲   | ۹      |
| ۹    | لاف‌برو         | ۱۶ | ۱  | ۲ | ۱۳ | ۸    | ۴۲   | ۴      |

### ۹۹–۱۸۹۸
| رتبه | تیم             | ب  | پ  | ت | ش  | گ.ز. | گ.خ. | امتیاز |
| ---- | --------------- | -- | -- | - | -- | ---- | ---- | ------ |
| ۱    | میلوال اتلتیک   | ۲۰ | ۱۴ | ۳ | ۳  | ۴۲   | ۱۹   | ۳۱     |
| ۲    | ساوت‌همپتون      | ۲۰ | ۱۲ | ۱ | ۷  | ۵۳   | ۳۲   | ۲۵     |
| ۳    | وولویچ آرسنال   | ۲۰ | ۱۰ | ۴ | ۶  | ۴۰   | ۳۰   | ۲۴     |
| ۴    | تاتنهام هاتسپر  | ۲۰ | ۱۱ | ۲ | ۷  | ۳۶   | ۲۵   | ۲۴     |
| ۵    | بریستول سیتی    | ۲۰ | ۱۱ | ۰ | ۹  | ۴۳   | ۳۱   | ۲۲     |
| ۶    | ردینگ           | ۲۰ | ۸  | ۵ | ۷  | ۳۶   | ۲۵   | ۲۱     |
| ۷    | برایتون یونایتد | ۲۰ | ۱۰ | ۱ | ۹  | ۴۱   | ۴۲   | ۲۱     |
| ۸    | ولینگ‌بورو       | ۲۰ | ۷  | ۱ | ۱۲ | ۳۲   | ۴۰   | ۱۵     |
| ۹    | کترینگ          | ۲۰ | ۸  | ۱ | ۱۱ | ۲۵   | ۳۸   | ۱۵     |
| ۱۰   | راشدن تاون      | ۲۰ | ۶  | ۱ | ۱۳ | ۲۶   | ۴۵   | ۱۳     |
| ۱۱   | لوتون تاون      | ۲۰ | ۲  | ۳ | ۱۵ | ۲۴   | ۷۱   | ۷      |

### ۱۹۰۰–۱۸۹۹
| رتبه | تیم                | ب  | پ | ت | ش | گ.ز. | گ.خ. | امتیاز |
| ---- | ------------------ | -- | - | - | - | ---- | ---- | ------ |
| ۱    | ولینگ‌بورو          | ۱۲ | ۸ | ۲ | ۲ | ۳۵   | ۱۲   | ۱۸     |
| ۲    | نورث‌همپتون تاون    | ۱۲ | ۷ | ۳ | ۲ | ۴۳   | ۱۶   | ۱۷     |
| ۳    | راشدن تاون         | ۱۲ | ۸ | ۱ | ۳ | ۳۳   | ۲۰   | ۱۷     |
| ۴    | کترینگ             | ۱۲ | ۸ | ۰ | ۴ | ۳۰   | ۱۱   | ۱۶     |
| ۵    | روث‌ول تاون اسویفتز | ۱۲ | ۴ | ۰ | ۸ | ۲۵   | ۳۴   | ۸      |
| ۶    | فایندن رولرز       | ۱۲ | ۳ | ۱ | ۸ | ۱۳   | ۴۱   | ۷      |
| ۷    | دزبرو یونیتی       | ۱۲ | ۳ | ۱ | ۸ | ۱۳   | ۴۱   | ۷      |

### ۰۱–۱۹۰۰
| رتبه | تیم                | ب  | پ  | ت | ش | گ.ز. | گ.خ. | امتیاز |
| ---- | ------------------ | -- | -- | - | - | ---- | ---- | ------ |
| ۱    | روث‌ول تاون اسویفتز | ۱۲ | ۱۰ | ۰ | ۲ | ۳۶   | ۱۱   | ۲۰     |
| ۲    | لوتون تاون         | ۱۲ | ۷  | ۴ | ۱ | ۳۰   | ۱۸   | ۱۸     |
| ۳    | کترینگ             | ۱۲ | ۶  | ۳ | ۳ | ۲۳   | ۱۸   | ۱۵     |
| ۴    | ولینگ‌بورو          | ۱۲ | ۶  | ۰ | ۶ | ۲۴   | ۲۸   | ۱۲     |
| ۵    | نورث‌همپتون تاون    | ۱۲ | ۲  | ۴ | ۶ | ۱۶   | ۲۷   | ۸      |
| ۶    | راشدن تاون         | ۱۲ | ۲  | ۳ | ۷ | ۱۶   | ۲۴   | ۷      |
| ۷    | فایندن رولرز       | ۱۲ | ۰  | ۴ | ۸ | ۱۰   | ۲۹   | ۴      |

### ۰۲–۱۹۰۱
جدول ناقص است.
| رتبه | تیم                  | ب | پ | ت | ش | گ.ز. | گ.خ. | امتیاز |
| ---- | -------------------- | - | - | - | - | ---- | ---- | ------ |
| ۱    | ارث‌لینگ‌برو تاون      | ۸ | ۴ | ۳ | ۱ | ۹    | ۵    | ۱۱     |
| ۲    | راترهام تاون اسویفتز | ۹ | ۴ | ۲ | ۳ | ۱۳   | ۱۳   | ۱۰     |
| ۳    | کترینگ               | ۹ | ۳ | ۳ | ۳ | ۱۱   | ۷    | ۹      |
| ۴    | راشدن تاون           | ۸ | ۲ | ۳ | ۳ | ۱۳   | ۱۴   | ۷      |
| ۵    | ولینگ‌بورو            | ۸ | ۱ | ۴ | ۳ | ۱۱   | ۱۵   | ۶      |
| ۶    | فایندن رولرز         | ۴ | ۱ | ۱ | ۲ | ۴    | ۷    | ۳      |

### ۰۶–۱۹۰۵
| رتبه | تیم                    | ب  | پ  | ت | ش  | گ.ز. | گ.خ. | امتیاز |
| ---- | ---------------------- | -- | -- | - | -- | ---- | ---- | ------ |
| ۱    | واتفورد                | ۱۸ | ۱۳ | ۴ | ۱  | ۴۹   | ۱۵   | ۳۰     |
| ۲    | کریستال پالاس          | ۱۸ | ۱۳ | ۱ | ۴  | ۵۱   | ۲۱   | ۲۷     |
| ۳    | لیتون                  | ۱۸ | ۸  | ۴ | ۶  | ۳۳   | ۲۱   | ۲۰     |
| ۴    | لوتون تاون             | ۱۸ | ۷  | ۴ | ۷  | ۴۷   | ۲۷   | ۱۸     |
| ۵    | ذخیره کلپتون اورینت    | ۱۸ | ۵  | ۸ | ۵  | ۲۴   | ۲۷   | ۱۸     |
| ۶    | سوئیندون تاون          | ۱۸ | ۷  | ۳ | ۸  | ۳۳   | ۲۹   | ۱۷     |
| ۷    | برایتون اند هوو آلبیون | ۱۸ | ۶  | ۴ | ۸  | ۲۸   | ۲۸   | ۱۶     |
| ۸    | نیو برومپتن            | ۱۸ | ۷  | ۲ | ۹  | ۲۶   | ۲۷   | ۱۶     |
| ۹    | گریز یونایتد           | ۱۸ | ۴  | ۲ | ۱۲ | ۲۱   | ۶۴   | ۱۰     |
| ۱۰   | سوترن یونایتد          | ۱۸ | ۳  | ۲ | ۱۳ | ۲۱   | ۶۴   | ۸      |

### ۰۷–۱۹۰۶
| رتبه | تیم                    | ب  | پ | ت | ش  | گ.ز. | گ.خ. | امتیاز |
| ---- | ---------------------- | -- | - | - | -- | ---- | ---- | ------ |
| ۱    | کریستال پالاس          | ۱۴ | ۸ | ۵ | ۱  | ۳۹   | ۲۰   | ۲۱     |
| ۲    | برایتون اند هوو آلبیون | ۱۴ | ۶ | ۶ | ۲  | ۳۳   | ۲۶   | ۱۸     |
| ۳    | لوتون تاون             | ۱۴ | ۸ | ۱ | ۵  | ۲۳   | ۲۷   | ۱۷     |
| ۴    | نوریچ سیتی             | ۱۴ | ۶ | ۴ | ۴  | ۳۴   | ۲۲   | ۱۶     |
| ۵    | هیستینگز اند لئوناردز  | ۱۴ | ۶ | ۲ | ۶  | ۲۷   | ۲۴   | ۱۴     |
| ۶    | لیتون                  | ۱۴ | ۳ | ۴ | ۷  | ۲۴   | ۲۷   | ۱۰     |
| ۷    | نیو برومپتن            | ۱۴ | ۳ | ۳ | ۸  | ۲۴   | ۳۵   | ۹      |
| ۸    | واتفورد                | ۱۴ | ۳ | ۱ | ۱۰ | ۱۵   | ۳۸   | ۷      |

### ۰۸–۱۹۰۷
| رتبه | تیم                   | ب | پ | ت | ش | گ.ز. | گ.خ. | امتیاز |
| ---- | --------------------- | - | - | - | - | ---- | ---- | ------ |
| ۱    | برنتفورد              | ۸ | ۶ | ۱ | ۱ | ۱۹   | ۸    | ۱۳     |
| ۲    | ساوتند یونایتد        | ۸ | ۳ | ۲ | ۳ | ۱۶   | ۱۶   | ۸      |
| ۳    | نیو برومپتن           | ۸ | ۲ | ۳ | ۳ | ۱۰   | ۱۱   | ۷      |
| ۴    | کرویدون کامن          | ۸ | ۳ | ۱ | ۴ | ۹    | ۱۸   | ۷      |
| ۵    | هیستینگز اند لئوناردز | ۸ | ۱ | ۳ | ۴ | ۱۳   | ۱۴   | ۵      |

### ۰۹–۱۹۰۸

#### انتخابی شمال
| رتبه | تیم          | ب  | پ | ت | ش  | گ.ز. | گ.خ. | امتیاز |
| ---- | ------------ | -- | - | - | -- | ---- | ---- | ------ |
| ۱    | راترهام تاون | ۱۲ | ۸ | ۱ | ۳  | ۳۹   | ۱۵   | ۱۷     |
| ۲    | لینکولن سیتی | ۱۲ | ۷ | ۲ | ۳  | ۳۲   | ۱۸   | ۱۶     |
| ۳    | نوریچ سیتی   | ۱۲ | ۷ | ۲ | ۳  | ۳۳   | ۲۰   | ۱۶     |
| ۴    | والسال       | ۱۲ | ۵ | ۲ | ۵  | ۲۳   | ۲۵   | ۱۲     |
| ۵    | کاونتری سیتی | ۱۲ | ۵ | ۱ | ۶  | ۲۷   | ۳۱   | ۱۱     |
| ۶    | پیتربرو سیتی | ۱۲ | ۴ | ۱ | ۷  | ۱۸   | ۳۴   | ۹      |
| ۷    | گرانتم اونیو | ۱۲ | ۱ | ۱ | ۱۰ | ۱۲   | ۴۱   | ۳      |

#### انتخابی جنوب
| رتبه | تیم                   | ب | پ | ت | ش | گ.ز. | گ.خ. | امتیاز |
| ---- | --------------------- | - | - | - | - | ---- | ---- | ------ |
| ۱    | نیو برومپتن           | ۸ | ۵ | ۱ | ۲ | ۲۷   | ۱۴   | ۱۱     |
| ۲    | هیستینگز اند لئوناردز | ۸ | ۴ | ۱ | ۳ | ۱۳   | ۱۲   | ۹      |
| ۳    | کرویدون کامن          | ۸ | ۴ | ۰ | ۴ | ۱۳   | ۱۷   | ۸      |
| ۴    | ساوتند یونایتد        | ۸ | ۲ | ۳ | ۳ | ۱۵   | ۱۸   | ۷      |
| ۵    | برنتفورد              | ۸ | ۲ | ۱ | ۵ | ۱۳   | ۲۰   | ۵      |

#### فینال
| راترهام تاون | ۱–۴ | نیو برامپتون |
| ------------ | --- | ------------ |
|              |     |              |

## یادداشت
1. ↑  دو امتیاز از ساوتهمپتون کسر شد.
2. ↑  دو امتیاز از کترینگ تاون کسر شد.
3. 1 2 3  Finedon Revellers
4. ↑  Desborough Unity
5. ↑  Peterborough City
6. ↑  Grantham Avenue